# Собор Святого Бавона
Собор Святого Бавона (нидерл. Sint Baafskathedraal) — кафедральный собор епархии Гента (Бельгия), посвящённый святому Бавону.

## История
Вначале на месте нынешнего храма располагалась деревянная капелла имени святого Иоанна Крестителя, которая была освящена в 942 году Трансмарусом, епископом Турне и Нуайона. В 1038 году капелла была расширена и перестроена в романском стиле. Следы первоначальной деревянной церкви можно обнаружить в крипте современного собора.
В последующий период с XIV по XVI века церковь периодически перестраивали и расширяли в готическом стиле. Сначала был возведён новый хор, затем — деамбулаторий, а на третьем этапе — нефы. 7 июня 1569 года принято считать датой окончания строительства храма.
Церковь стала коллегиальной в 1539 году, после роспуска старого аббатства святого Бавона, ставшего следствием восстания горожан против Карла V (который был крещён в этом храме). В 1559 году была основана епархия Гента, а церковь стала её кафедральным собором.

## Гентский алтарь
Собор известен на весь мир Гентским алтарём, первоначально располагавшимся в личной капелле Йоса Вейдта. В настоящее время установлен в специальном северном приделе собора за стеклом. Темой алтаря является поклонение Агнцу из Откровения Иоанна Богослова, согласно которому пророки, праотцы, апостолы, мученики и святые стекаются к алтарю, на котором стоит Агнец, символизирующий Христа. Этот алтарь считается шедевром нидерландских живописцев эпохи Северного Возрождения, братьев Яна и Хуберта ван Эйков и одним из важнейших произведений мирового искусства.

## Погребения в соборе
- Корнелиус Янсен (1510—1576), первый епископ Гента (1565—1576)
- Карл ванден Босх, епископ Гента
- Карл-Юстас Калеварт (1893—1963), 27-й епископ Гента (1948—1963).
- Принц Фердинанд Мари де Лобковиц (1726—1795), епископ Гента (1779—1795).
- Ян де Смет, епископ Гента
- Ян ван де Велде (1779—1838), 20-й епископ Гента.
- Герард ван Эрсел (ум. 1778), епископ Гента
- Игназ Аугустус Схец ван Гроббендонк (1625—1680), 11-й епископ Гента (1679—1680)
- Мишель Французская, герцогиня Бургундская